# مردقوش صغير الأوراق
المردقوش صغير الأوراق (باللاتينية: Origanum microphyllum) نوع نباتي من جنس المردقوش الذي يتبع الفصيلة الشفوية.

## الموئل والانتشار
موطنه جزيرة كريت.

## مرادفات للاسم العلمي
- (باللاتينية: Majorana microphylla Benth.)
- (باللاتينية: Majorana maru Briq.)